# 全州無臉天使
全州的無臉天使（韓語：전주의 얼굴 없는 천사）是一位在韓國全北特別自治道全州市老松洞居民中心持續捐款超過20年的匿名人士。據信這位無臉天使是從2000年開始，每年年底圣诞节前後都會匿名捐款。最近一次的捐款日期是2024年12月20日，累計捐款金額已達10.44億韓圓。
這位無臉天使通常會在居民中心附近的特定地點，將主要由現金和撲滿組成的捐款裝在A4紙箱中，並打電話通知居民中心人員捐款的位置。此外，他還會在箱子裡附上一張簡短的紙條，內容通常是鼓勵困難的人們，有時也會加上其他訊息，或者完全不留下任何字條。由於他數十年來持續進行巨額捐款，卻始終堅持不透露自己的身份，因此成為社會關注的焦點。每年年底，居民中心職員、當地社區以及媒體都會特別關注無臉天使是否會再次出現。
無臉天使的捐款透過社會福祉共同募金會，用於幫助當地低收入戶和孤兒。2009年，為了紀念無臉天使的善行，當地設立了紀念碑，並將老松洞居民中心一帶命名為「天使之路」，還建造了紀念公園。當地居民每年10月4日都會舉行「天使日」活動，進行幫助弱勢鄰里的慈善活動。受到無臉天使的啟發，匿名捐款的案例也逐漸增加，甚至有以其作為為藍本而創作的戲劇和電影。

## 起源

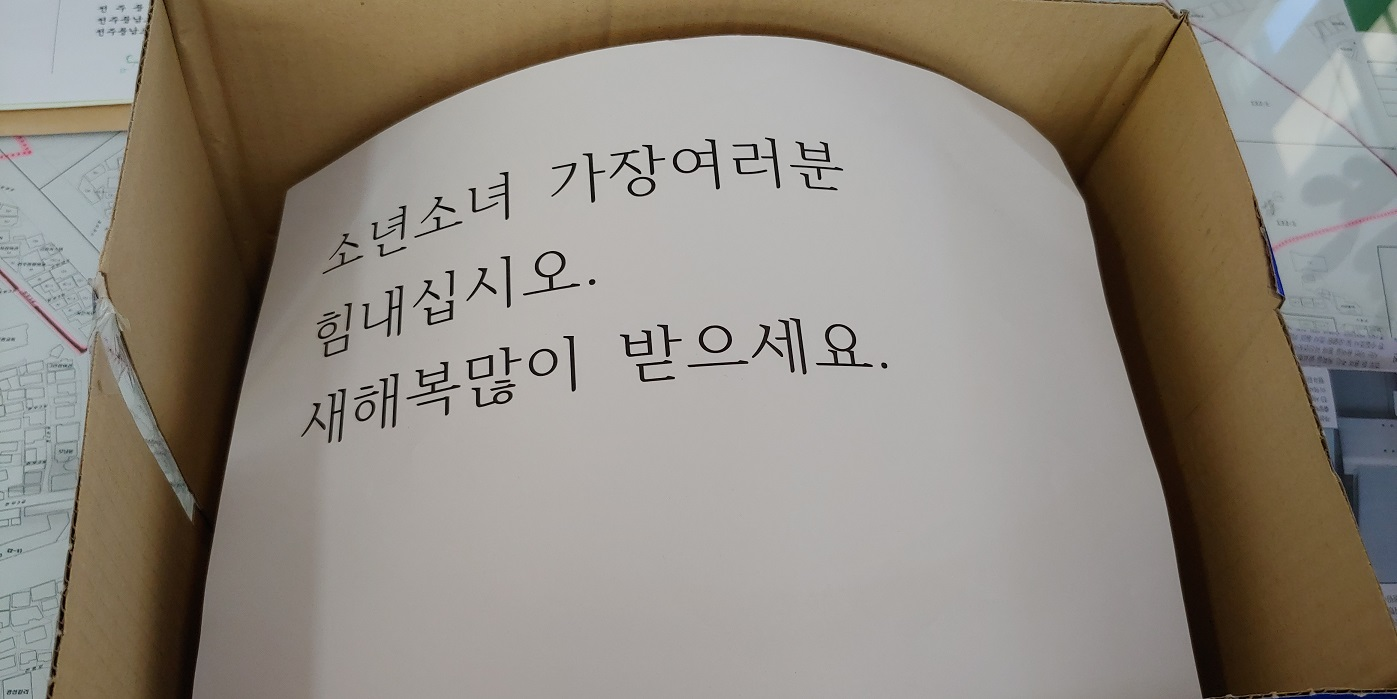
2018年捐贈當時的字條：
少年少女家長們
請加油！
新年快樂，祝你們福氣滿滿！

「無臉天使」會將捐款放在全州市老松洞居民中心附近的特定地點，並打電話通知居民中心人員捐款的位置，隨後便消失無蹤。因此他的姓名、年齡、外貌、職業等身份資訊完全無人知曉。負責接收捐款的居民中心職員，也只能透過電話中的聲音、捐款方式以及訊息內容，推測出這位每年都會出現的「無臉天使」的身份。由於打電話來的聲音從20多歲的女性到50、60多歲的男性都有，因此也有人猜測可能是一個家庭輪流進行。
無臉天使自2005年開始廣為人知後，關於其身份的各種猜測也隨之出現。有人認為他可能是為了彌補過去的錯誤而開始行善，但因身份敏感而無法公開的組織暴力分子或皮條客；也有人推測他可能是一位信仰虔誠的成功企業家，因為回想起自己貧困的童年，所以每年都會幫助弱勢群體。2009年捐款時，紙條上罕見地提到了「天上的母親」的遺願，這讓人們推測他可能是為了履行與母親的約定而持續行善，並認為他未來也會繼續這樣做。
隨著社會關注度逐漸增加，也曾有人試圖揭露天使的真實身份，但天使本人每次都極力保護自己的隱私。2004年，居民中心職員曾試圖找出他的身份，但因捐款日期提前而失敗。 2009年，正值捐款十週年，媒體的關注度大幅提升，部分媒體甚至進行了兩天的埋伏採訪，並安裝了隱藏攝影機，但最終仍未能追蹤到捐款者。捐款者似乎意識到了這些行動，因此特意延後了幾天才進行捐款。2019年發生捐款被盜事件時，他還特地打電話給居民中心，要求「即使警方進行調查，也請注意不要讓我的車輛和身份曝光」。
另一方面，也有人對過度關注捐款者身份表示擔憂。全州市政府曾表明，他們會尊重捐款者希望匿名的意願，不會追查他的身份； 2013年，聯合新聞社也曾發表文章，呼籲大眾反思對捐款者身份的過度關注。

## 活動紀錄

### 2000年～2004年
無名天使的善行始於2000年4月3日。當天，一名看起來像國小三年級的男童來到中老松二洞（現為老松洞）事務所的民眾服務窗口，將一個裝有58.4萬韓元的撲滿放在櫃檯上，並說：「請幫助可憐的人。」他表示，這是一位50多歲的叔叔請他送來的，隨後便轉身離去。
2001年12月26日，另一個裝有74萬2800韓元的撲滿，以相同的匿名方式送到了事務所。
2002年5月4日，一名約60歲的男子來電，請求將捐款用於「幫助貧困兒童」，並表示已將100萬韓元現金放入布包，置於事務所前的身障求助鈴旁。
2002年12月24日，疑似同一名男子再次來電，指示工作人員前往事務所旁的公共電話亭，發現一個裝有100萬韓元現金與61萬2060韓元零錢的撲滿。這一年，無名天使的善行開始受到媒體報導，逐漸引起社會關注。
2003年12月23日早上，一名約30～40歲的男子來電，請工作人員前往公共電話亭查看。电话亭內有一個紙袋，裡面裝有500萬韓元現金與36萬7330韓元零錢的撲滿，此外還附上了一張便條：「今年努力工作，比往年更有能力捐助，讓我感到非常開心。希望至少我們的社區裡，不要有孩子因為沒飯吃而挨餓。」
2004年12月22日早上，這次來電的是一名約50歲的男子，他告知工作人員，捐款已經放置在事務所前的紀念碑旁。雖然擺放地點有所變化，但內容仍舊是500萬韓元現金與44萬8350韓元零錢，同樣裝在一個紙袋內，並附有便條。

### 2005年
12月26日中午，一名推測為30多歲後半的男子來電通知。由於行政區劃調整，原本的中老松二洞（중노송2동）被併入老松洞（노송동），因此捐款改由老松洞事務所接收。該男子表示，已將裝有現金1000萬韓元與零錢45萬5180韓元的購物袋放置於事務所地下停車場旁的花圃，與往年相同。袋內還附上一張紙條，寫道：「今年下了太多雪，請將這些錢轉交給在寒冷中顫抖的鄰居們。」
當時全北地區遭遇罕見的暴雪侵襲。在井邑市，最大積雪量達43公分，而高敞郡的累積降雪量直到隔年更達到200公分。
由於大雪，當地60所學校被迫停課，部分地區發生建築物倒塌，造成數千億韓元的財產損失。時任總統盧武鉉也親自前往災區視察，並指導災後復原工作。全州市同樣未能倖免於這場暴雪災害，最終與整個湖南地區一起被宣布為特別災難區。

### 2006年～2009年
2006年12月21日，一名推測為40多歲的男子再次來電，表示捐款仍放置在相同地點。這次的購物袋內含現金800萬韓元與零錢51萬3210韓元（來自三個撲滿）。紙條上寫著：「能與困難中的人分享我們家的一點心意，讓我們感到非常開心和幸福。」
2007年12月27日上午11點，一名推測為30多歲後半的男子來電，稱捐款已放置在與去年相同的地點。工作人員到場後發現，袋內裝有現金2000萬韓元與零錢29萬8100韓元。
2008年12月23日下午1點40分，一名推測為40多歲後半的男子來電，表示已將捐款放置於與往年相同的位置。這次的捐款總額為現金2000萬韓元與零錢38.1萬韓元，並附上一張字條，上面寫著：「少年少女家長們，請加油！」
2009年，由於媒體關注度提升，無名天使的捐款日期有所延後，直到12月28日上午11點才來電通知。這次的捐款地點改為事務所空地的自動販賣機旁，並使用紙箱裝著8000萬韓元現金與零錢26萬5920韓元的撲滿。
這一年標誌著無名天使捐款的第十個年頭。紙箱內還附上了一張紙條，上面寫著：「就像全韓國的母親一樣，我的母親也總是省吃儉用，積少成多存下這筆錢。我希望這筆錢能幫助需要的人，以此延續母親的遺願。祝新年快樂。我想對在天上的母親說——我敬愛您，也深深地愛您。」

### 2010年～2018年

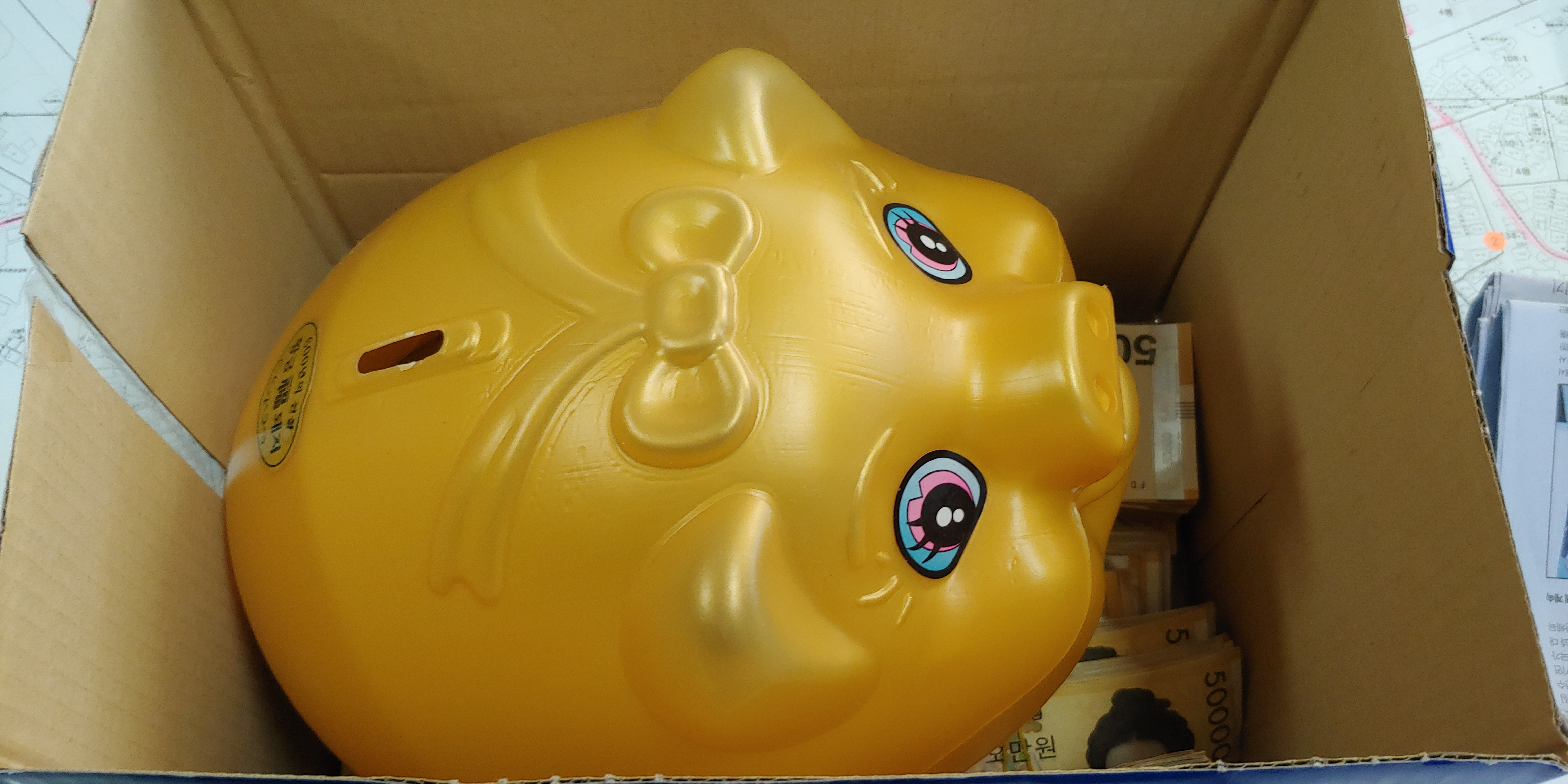
2018年捐款當時的捐款金額。包含5萬韓元紙鈔與撲滿內的零錢，總計約5000萬韓元的善款被留下。

2010年12月28日上午11點55分，一名推測為40多歲的男子來電，表示：「我們每年都會表達一點心意，請到事務所附近美容院旁的小巷花圃查看。」隨後便掛斷電話。這一年，捐款方式略有變化。無名天使將現金3500萬韓元與零錢34萬1620韓元裝入A4紙箱內，放置於指定地點。然而，這次沒有留下字條。
2011年12月20日中午12點10分，一名40多歲的男子來電，告知：「在居民中心附近「우리세탁소」（我們洗衣店）旁的道路上，有一輛停放的Trajet XG轎車，請到車底下取走捐款箱。」工作人員趕往現場後，發現A4紙箱內裝有10個裝滿5萬韓元鈔票的信封（共5000萬韓元），以及裝滿零錢24萬2100韓元的撲滿，總額高達5024萬2100韓元。這次的字條上簡單地寫著：「請幫助貧困的鄰居們，請加油，祝新年快樂！」
2012年12月27日下午1點53分，一名推測為40～50歲的男子來電，表示：「請到居民中心附近花圃，'無名天使紀念碑'旁查看，請將這筆錢用來幫助需要的人。」這次的捐款方式與往年相同，A4紙箱內裝有5萬韓元鈔票5000萬韓元與撲滿，總計5030萬4600韓元。然而，這一年沒有留下任何字條。
2013年12月30日上午11點15分，這次是歷年來最晚的一次捐款。來電男子指示工作人員前往與去年相同的地點，發現箱內裝有總計4924萬6740韓元的現金與零錢，並附上字條：「少年少女家長們，雖然生活艱難，請加油，祝新年快樂！」
2014年12月29日下午3點40分，一名推測為40多歲的男子來電，語氣匆忙地表示：「我沒時間了，現在把箱子放在洗衣店旁的車輛後方，請趕快去取，千萬別讓別人拿走，請務必幫助貧困的鄰居們！」這一年，捐款總額為5030萬4390韓元，並附上與去年類似內容的字條。至此，無名天使已經連續行善15年。
2015年12月30日上午9點，來電男子表示：「我把錢放在居民中心後方公園的路燈旁的樹林裡。」這次的捐款方式與往年相同，字條內容仍是鼓勵少年少女家長，總金額為5033萬9810韓元。
2016年12月28日上午11點，一名推測為50多歲的男子來電，表示：「請到居民中心後方的「天使公園」樹林裡查看。」現場發現5021萬7940韓元的現金與零錢，並附上一張字條：「少年少女家長們，今年或許很艱難，但請別忘了，我們擁有希望這份禮物，祝新年快樂！」
2017年12月28日上午11點，一名中年男子來電，表示與去年相同的地點已放置捐款。工作人員在箱內發現總額6027萬9210韓元的現金與撲滿，並附上字條：「少年少女家長們，辛苦了一整年，明年一定會更好，祝新年快樂！」
2018年12月27日上午9點7分，來電男子通知：「請到居民中心地下停車場入口處，有A4紙箱，請用於幫助有需要的人。」這一年的捐款總額為5020萬1950韓元，字條內容為：「少年少女家長們，辛苦了，請在新的一年繼續加油！」

### 2019年捐款失竊事件
2019年12月30日上午10點3分，一名男子來電表示：「我已將捐款箱放在居民中心後方，請用來幫助需要的人。」然而，當居民中心的工作人員趕往現場時，卻發現捐款箱已經不見。該男子再次來電三次，分別詢問：「捐款箱就在居民中心後方」、「找到捐款了嗎？」、「還沒發現嗎？」但即使工作人員花了超過30分鐘仔細搜尋，仍然找不到捐款箱，於是在上午10點37分向警方報案。上午10點46分，該男子第五次來電，聽聞捐款被偷的消息後，據說感到非常震驚與慌張。
警方接獲報案後，發現現場周圍沒有監視器，因此調查一度受阻。然而，僅過了4小時，警方就在忠清南道鷄龍市與大田市儒城區的住家內，成功逮捕了兩名竊賊。這兩人是30多歲的高中同學，他們在捐款當天駕駛SUV埋伏在居民中心附近，等待機會行竊。不過，當地一名居民對他們的行蹤感到可疑，提前記下車牌號碼並立即報警，這才讓警方迅速破案。
2020年6月，法院二審判決，兩名竊賊分別被判處1年6個月與1年的有期徒刑。遭竊的捐款在2020年1月2日成功追回，並由完山警察署刑事科長金榮根（김영근）親自送回居民中心，交給老松洞區長崔奎鍾（최규종）。捐款箱內裝有現金6016萬3210韓元，其中包含500萬韓元紙鈔與滿滿的零錢，並附上一張字條：「少年少女家長們，請加油！」

### 2020年至今
2020年，受到前一年捐款失竊事件的影響，加上新冠疫情帶來的衝擊，許多人擔心無名天使是否會因此中斷捐款。然而，2020年12月29日上午11點24分，一名推測為50多歲的男子來電，表示：「我已將A4紙箱放在居民中心附近的小巷，希望這筆錢能幫助因疫情受困的人。」箱內裝有現金7012萬8980韓元，並附上一張字條，寫著：「去年因我而發生了風波，真的很抱歉。今年因疫情的影響，大家都過得很辛苦，但我相信我們一定能夠度過難關。少年少女家長們，祝你們新年快樂，身體健康！」
2021年12月29日上午10點5分，居民中心接獲一通匿名來電，對方表示已將捐款放置在聖山教會（성산교회）前一輛卡車的貨斗內。工作人員趕往現場後，發現箱內裝有現金7009萬4960韓元，並附上一張字條，內容為：「請幫助貧困的鄰居，願這一年能夠溫暖圓滿。」
2022年12月27日上午11點1分，一名中年男子來電，通知工作人員：「我將箱子放在聖山教會前，一輛幼兒園接送車的車底下。」這次的捐款金額高達7600萬5580韓元，並附上一封手寫信：「希望這筆錢能幫助那些因學費不足，而不得不放棄夢想的全州學生和少年少女家長。請加油，願你們所有的願望都能實現。祝新年快樂！」
2023年12月27日上午10點，一名中年男子來電，表示已將捐款放在居民中心附近教會的告示牌後方。工作人員到達現場後，發現箱內裝有現金8006萬3980韓元，並附上一張字條：「這一年大家都辛苦了，請幫助有需要的鄰居，謝謝！」
2024年12月20日，再度發現裝有8003萬8850韓元的捐款箱，並附上一張字條：「少年少女家長們，願你們度過溫暖的一年，祝新年快樂！」

## 影響

### 捐款
根據2015年的報導，無名天使的善款透過全北社會福利共同募款會（전라북도사회복지공동모금회）分配，專門用於幫助老松洞地區的弱勢居民。老松洞居民中心並未將資源集中於特定對象（如重度身心障礙者），而是以低收入家庭為主要援助對象，每戶發放固定金額的補助款。這項原則源於無名天使的捐款時，總是特別囑咐要將善款用於幫助獨居長者、少年少女家長（指父母皆不在，由未成年子女自行照顧家庭的個案）、隔代教養家庭及其他弱勢族群。
捐款初期，主要用於購買白米與煤炭，但從2002年起，因當地居民反映希望能自由運用補助款購買所需物品，於是改為每戶提供10萬至30萬韓元的現金補助。
截至2015年，全老松洞地區共約4600戶家庭受惠於無名天使的捐款，占全區6175戶家庭的74%。

### 紀念事業
2009年9月4日，全州市市長宋河珍宣布，為了紀念無名天使的善行，將居民中心附近的道路規劃為紀念道路，並設立無名天使紀念碑。紀念碑於2009年12月中旬完工，並於2010年1月12日正式設置於居民中心前方的花圃。紀念碑的尺寸為寬1.2公尺、高1公尺，上面刻有：「無名天使啊，您如同黑暗中的燭光，讓世界變得更加美麗和溫暖。我們愛您。」
2010年，居民中心前750公尺長的道路正式命名為「無名天使之路」（얼굴 없는 천사의 거리）。
2011年，當地政府啟動「天使村發展計畫」（천사마을 가꾸기 사업），在老松洞地區打造居民文化空間與主題區。
2012年10月，政府進一步將全州天主教教區（전주교구청）至老松洞居民中心的2公里道路，命名為「天使之路」（천사의 길）。
2015年2月，當地居民在社區牆面繪製「天使的翅膀」壁畫，以表達對無名天使的敬意。
2020年2月，為紀念無名天使行善滿20週年，政府在天使公園（천사공원）設立紀念雕塑。
2010年4月20日，全州市政府授予無名天使「全州市民之獎——特別公益獎」。由於無名天使匿名行善，政府決定將獎座暫時交由無名天使紀念碑推進委員會保管，並計畫展示於居民中心或市政府。
2023年，無名天使榮獲「HD現代榮譽獎」（HD현대아너상），該獎項旨在表彰對社會有重大貢獻的無名英雄。由於無名天使身分不詳，獎金2億韓元全數用於幫助弱勢群體。

### 以無名天使為題的作品
為了紀念無名天使的善行，相關藝術作品也相繼誕生。2011年12月9日，全北地區劇團「創作劇會」（창작극회）將無名天使的故事改編為舞台劇《老松洞天使》（노송동 엔젤），並首次公演。
2017年4月，以無名天使為靈感的電影《尋找聖誕天使》（천사는 바이러스）在全州國際電影節上映。該電影由全州影像委員會（전주영상위원회）製作，導演金成俊（김성준）執導，劇情描述一名記者前往老松洞居民中心，試圖追蹤無名天使的故事。電影在2021年1月6日於韓國正式上映，進入一般院線放映。

### 捐款風潮的擴展
受無名天使的影響，許多人開始效仿他的善行，匿名捐款的案例逐年增加。2009年，《東亞日報》報導，全州市內的居民中心等公共機構，陸續出現不具名的善心人士，悄悄留下現金、白米等物資，形成了所謂的「無名天使現象」。
2009年12月16日，全州市八福洞、瑞新洞、完山洞的居民中心，在同一天內收到總計317萬韓元的匿名捐款。同一個月內，無名捐款案例就超過10起。
2011年，老松洞居民中心受訪時表示：「每當無名天使捐款後，接下來幾週內，平均會收到30到50筆匿名捐款。」
2017年，《中央日報》報導，全州市政府推動的各類社會福利計畫，如「讓孩子不再挨餓的媽媽飯桌」，吸引了越來越多不願公開身分的市民自發性捐款，這種現象被稱為「天使效應」（천사효과）。
老松洞居民為了延續無名天使的善行精神，將「1004」這個與「天使」（천사）發音相似的數字，作為象徵，並將每年10月4日訂為「天使日」（천사의 날）。當地不僅舉辦紀念活動，還攜手周邊六個行政區，共同舉行「天使節」（천사축제），發起幫助弱勢族群的公益行動。
2020年與2021年，受COVID-19疫情影響，天使節改為線上舉辦，2022年第12屆天使節則恢復為實體活動。

## 外部連結
- 無名天使照片館 （页面存档备份，存于） - 完山區老松洞居民中心官方網站
- 捐款天使資訊 （页面存档备份，存于） - 全州市官方網站